# Coupe d'Europe des nations de rugby à XIII 1936-1937
Navigation
Édition précédente Édition suivante
La Coupe d'Europe des nations de rugby à XIII 1937 est la troisième édition de la Coupe d'Europe des nations de rugby à XIII, elle se déroule du 7 novembre 1936 au 10 avril 1937, et oppose l'Angleterre, la France et le Pays de Galles.

## Classement
| Groupe |                |   |   |   |   |    |    |     |
|        | Équipe         | J | V | N | D | PP | PC | Pts |
| 1      | Pays de Galles | 2 | 2 | 0 | 0 | 12 | 5  | 4   |
| 2      | Angleterre     | 2 | 1 | 0 | 1 | 25 | 12 | 2   |
| 3      | France         | 2 | 0 | 0 | 2 | 12 | 32 | 0   |

| 7 novembre 1936 | Pays de Galles | 3 - 2  | Angleterre     | Taff Vale Park (en), Pontypridd |
| 6 décembre 1936 | France         | 3 - 9  | Pays de Galles | Stade Buffalo, Montrouge        |
| 10 avril 1937   | Angleterre     | 23 - 9 | France         | Thrum Hall (en), Halifax        |

## Les équipes

### France
| Nom               | Âge | Matchs (Ptsmarqués) pendant l'édition | Club               |
| ----------------- | --- | ------------------------------------- | ------------------ |
| Émile Bosc        | 24  | 2 (3)                                 | XIII Catalan       |
| Louis Brané       | 24  | 1 (0)                                 | Paris              |
| Pierre Brinsolles | 28  | 2 (0)                                 | Villeneuve-sur-Lot |
| Maurice Brunetaud | 24  | 1 (3)                                 | Villeneuve-sur-Lot |
| André Bruzy       | 26  | 1 (0)                                 | XIII Catalan       |
| Eugène Chaud      | 30  | 1 (0)                                 | Roanne             |
| Roger Claudel     | 25  | 1 (0)                                 | Paris              |
| Sylvain Claverie  | 26  | 1 (0)                                 | Côte basque        |
| André Cussac      | 27  | 2 (0)                                 | Côte basque        |
| Joseph Griffard   | 31  | 1 (0)                                 | Lyon-Villeurbanne  |
| Marius Guiral     | 31  | 1 (0)                                 | Villeneuve-sur-Lot |
| Henri Jeansous    | 26  | 1 (0)                                 | Albi               |
| François Noguères | 24  | 2 (0)                                 | XIII Catalan       |
| Charles Petit     | 33  | 2 (0)                                 | Lyon-Villeurbanne  |
| Maurice Porra     | 30  | 2 (0)                                 | XIII Catalan       |
| Max Rousié        | 24  | 2 (6)                                 | Roanne             |
| André Rousse      | 25  | 1 (0)                                 | Côte basque        |
| Robert Samatan    | 27  | 2 (0)                                 | Lyon-Villeurbanne  |

## Rencontres

### France - Pays de Galles
(mt : 3 - 6)
Points marqués :
- France : 1 essai de Bosc.
- Pays de Galles : 3 essais de Gummer, Madden et Risman.

Évolution du score :
Arbitre :  J Webb
Spectateurs : 17 000
- France : Eugène Chaud - Henri Jeansous, Émile Bosc, François Noguères, André Cussac - Robert Samatan (o), Pierre Brinsolles (m) - Sylvain Claverie, Maurice Porra, Charles Petit, André Rousse, Louis Brané, Max Rousié (c) - Entraîneur :
- Pays de Galles : Jim Sullivan (c) - Dennis Madden, George Gummer, Gus Risman, Alan Edwards - Emlyn Jenkins (o), Cliff Evans (m) - Dai Prosser, Mel Meek, David Evans, Norman Pugh, Norman Fender, Alex Givvons - Entraîneur :

### Angleterre  - France
(mt : 7 - 9)
Points marqués :
- Angleterre : 5 essais de Cumberbatch (60e et 68e), Winnard (10e et 75e) et Cunniffe (78e) ; 3 transformations d'Hodgson (10e et 68e) et Winnard (75e) ; 1 pénalité d'Hodgson (28e).
- France : 1 essai de Brunetaud (32e) ; 1 transformation de Rousié (32e) ; 2 pénalités de Rousié (16e et 21e).

Évolution du score : 5-0, 5-2, 5-4, 7-4, 7-9 (mi-temps), 10-9, 15-9, 20-9, 23-9.
Arbitre :  F Peel
Spectateurs : 7 024
- Angleterre : Billy Belshaw - Bernard Cunniffe, Fred Harris, Thomas Winnard, James Cumberbatch - Stan Pepperell (o), Tommy McCue (m) - Harry Woods, Tom Armitt, Alec Higgins, Martin Hodgson (c), Jack Arkwright, Harry Beverley - Entraîneur :
- France : Marius Guiral - Robert Samatan, Émile Bosc, François Noguères, André Cussac - Max Rousié (o), Pierre Brinsolles (m) - André Bruzy, Maurice Porra, Charles Petit, Roger Claudel, Joseph Griffard, Maurice Brunetaud - Entraîneur :